# Aeroporto di Roma Ciampino

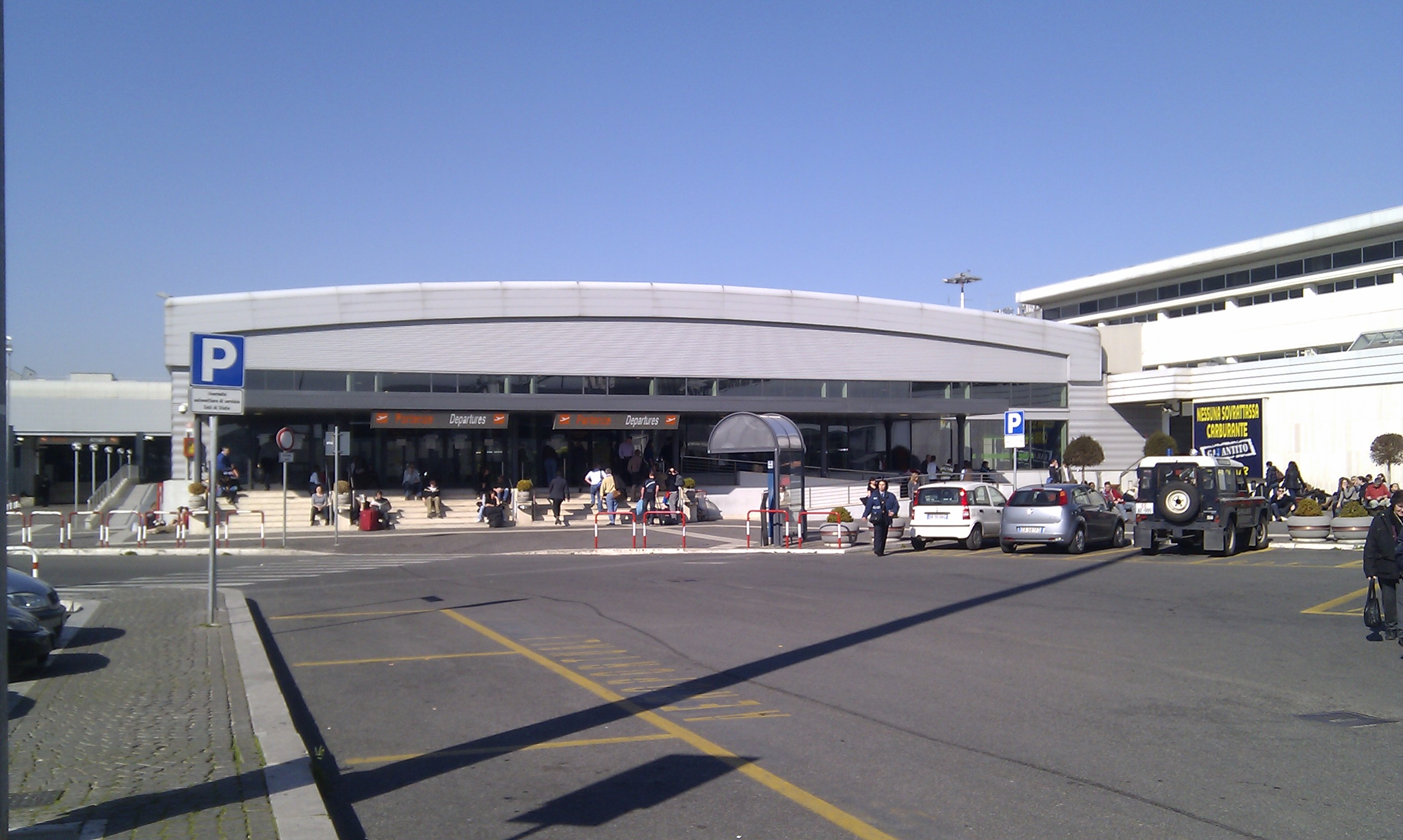
Terminal

Luchthaven Rome Ciampino (Italiaans: Aeroporto di Roma Ciampino) (IATA: CIA, ICAO: LIRA) is een civiel en militair vliegveld in Ciampino, dicht bij Rome. Het vliegveld bevindt zich 15 km ten zuidoosten van het centrum van Rome.
Het vliegveld werd geopend in 1916 en was tot 1960 het belangrijkste vliegveld van Rome. Daarna werd Fiumicino het belangrijkste vliegveld van de stad. Het vliegveld is drukker geworden door de opkomst van de prijsvechters zoals Ryanair en Wizz Air. In 2013 handelde het vliegveld bijna 5 miljoen mensen af. Ongeveer driekwart van alle passagiers komen of gaan naar bestemmingen in Europa en zo'n 25% blijft in Italië.
Door aanhoudende klachten over het geluid van Ciampino in de omgeving mogen per dag niet meer dan 100 commerciële vluchten worden uitgevoerd.